# Трефилова, Татьяна Ивановна
Татьяна Ивановна Трефилова (13 февраля 1957 года, Москва) — российский государственный деятель и управленец, возглавляла Федеральную службу Российской Федерации по финансовому оздоровлению и банкротству (ФСФО) с 16 февраля 2001 года до её упразднения 30 сентября 2004 года.
Внесла заметный вклад в упорядочение деятельности арбитражных управляющих в России, возглавляемая ею ФСФО отвечала за формирование системы СРО арбитражных управляющих.

## Биография
Татьяна Трефилова родилась в Москве 13 февраля 1957 года.
С 1974 года работала лаборантом московского НПО «Взлёт», с 1975 года занимала должность инспектора Главного управления по иностранному туризму при Совете Министров СССР.
Училась во Всесоюзном юридическом заочном институте, окончила его в 1980 году по специальности «правоведение».
С 1977 года одновременно с учёбой строила карьеру в московской прокуратуре: последовательно занимала должности секретаря и заведующей канцелярией прокуратуры Ленинского района.
После окончания института снова работала в авиационной промышленности на должности юрисконсульта Второго Московского приборостроительного завода.
С 1981 года она вернулась в органы прокуратуры, была прокурором, заместителем начальника отдела прокуратуры Московской области.
С 1987 года работала старшим помощником прокурора в прокуратуре Магаданской области.
В 1993 год—1994 годах Трефилова была адвокатом Магаданской коллегии адвокатов, в 1994 году назначена на должность старшего помощника прокурора Магаданской области.
В 1995 году возвращается в столицу, последовательно занимает посты помощника Красногорского городского прокурора Московской области и начальника отдела прокуратуры Московской области.
В 1996 году Трефилова вновь переходит в коммерческую сферу, в 1996—1997 годах она занимает посты заместителя начальника управления и начальника управления коммерческого банка «Кредитпромбанк».
После этого недолго она была руководителем юридической службы компании «Росуглесбыт», в том же году стала заместителем руководителя юридического управления «Внешэкономбанка».
В 2000 году стала заместителем руководителя департамента бюджетных кредитов и гарантий Министерства финансов РФ.
С 16 февраля 2001 года возглавила Федеральную службу Российской Федерации по финансовому оздоровлению и банкротству .
В своем послании к Федеральному собранию (послание 2002 года) В. В. Путин указал на необходимость срочных мер для изменения подхода к банкротству.
В том же году вместо федерального закона от 8 января 1998 года № 6-ФЗ «О несостоятельности (банкротстве)» был принят Федеральный закон от 26 октября 2002 года № 127-ФЗ «О несостоятельности (банкротстве)».
Т. И. Трефилова вела активную разъяснительную работу — участвовала в пресс-конференциях и давала интервью в связи с новым законом .
Другим направлением деятельности Трефиловой стала работа по созданию и развитию саморегулируемых организаций арбитражных управляющих.
После принятия закона  роль этих организаций в процессе банкротства усилилась, произошла децентрализация процессов банкротства.